# Балезин, Герман Александрович
Герман Александрович Балезин (1910—1988) — государственный деятель, председатель Стерлитамакского горисполкома (1947—1949).

## Биография
Родился в 1910 году в Уфе в семье служащих Бельского пароходства (отец, Александр Михайлович, — помощник капитана и капитан).
С 1930 г. после окончания политехникума водного транспорта работал техником-механиком в Волжском речном пароходстве (Самара). С 1936 по 1938 год служил в РККА. После увольнения из армии назначен директором ФЗУ при Бельском речном пароходстве. Какое-то время находился на комсомольской работе.
В 1941—1947 гг. заведующий промышленным отделом Уфимского горисполкома, зав. транспортным отделом, зам. зав. промышленным отделом Башкирского обкома ВКП(б).
В 1947 г. избран вторым секретарем Уфимского горкома ВКП(б). С 6 января 1948 по 1 марта 1949 года — председатель Стерлитамакского горисполкома. Затем работал в Иркутске.
С 1954 г. секретарь парткома Братскгэсстроя. За участие в строительстве Братской ГЭС награждён орденом «Знак Почёта» (23.02.1966).
С апреля 1963 г. секретарь Иркутского промышленного обкома профсоюзов.
В 1970-е гг. — председатель совета Уфимского музея речников.